# Bicskei Daróczi Zsuzsa
Bicskei Daróczi Zsuzsa (Segesvár, 1951. május 31. – ) erdélyi magyar színésznő, koreográfus, rendező.

## Életpályája
1970-ben végzett a marosvásárhelyi Bolyai Farkas Líceumban. A marosvásárhelyi Szentgyörgyi István Színművészeti Intézetben 1976-ban diplomázott, ahol Lohinszky Loránd oktatta. 1976–1977 között a Sepsiszentgyörgyi Állami Magyar Színház tagja volt. 1977–1979 között, valamint 1984–1987 között a Szabadkai Magyar Színházban játszott. 1979–1984 között a Novi Sad-i (Újvidéki) Színházban szerepelt. 1987 után Magyarországra költözött. 2004 óta a sepsiszentgyörgyi Tamási Áron Színház tagja.
Egzaltált, szenvedő nőket sikerrel alakít.

## Színházi szerepei
- Csehov: Cseresznyéskert – Ánya
- Csehov: Ványa bácsi – Szonya
- Ibsen: Hedda Gabler – Hedda Gabler
- Baker: Kastély – Anna

## Önálló estjei
- Weöres Sándor: Psyché
- Bach: J. L., a sirály
- Pilinszky János: Magam talán középre állok (összeállítás)

## Díjai
- Poór Lili-díj (2005)